# Межпрофессиональный союз трудящихся
Межпрофессиональный союз трудящихся (МПСТ) — анархо-коммунистическая организация на территории России, участвующая в различных социальных конфликтах и движениях, а также в общеанархической деятельности.

## Краткая история КРАС-МПСТ до 2006 года
Конфедерация революционных анархо-синдикалистов создана на учредительном съезде в Москве 5 августа 1995 года. Образовалась на осколках Конфедерации анархо-синдикалистов, которую многие считали организацией, реформистского толка с рыночно-социалистическими взглядами. Подобные взгляды лидеров КАС привели к созданию Инициативы Революционных Анархистов (ИРеАн), созданной на основе анархо-коммунистических взглядов, из которой, впоследствии, КРАС и вырос.
На Учредительном съезде КРАС были приняты ряд резолюций: «О положении в Восточной Европе и Северной Азии и о наших задачах», «О сопротивлении милитаризму», «О сопротивлении фашистской угрозе», «Об отношении к другим либертарным группам» и ряд других.
На проходившем в Гомеле (Республика Беларусь) 24—25 августа 1996 года втором съезде КРАС было подтверждено, выдвинутое ранее намерение КРАС вступить в Международную ассоциацию трудящихся. Были избраны делегаты на конгресс МАТ, который должен был проходить в декабре того же, 1996, года. Вступление в МАТ было ратифицировано на третьем съезде КРАС 29 августа 1997 года, проходившем во Львове (Украина).
В своей повседневной борьбе КРАС — МПСТ делает основной упор на пропагандистскую деятельность и тактику прямого действия. Организация выпускает газету, распространяет листовки, иногда издает
брошюры, активно участвует в подготовке и проведении анархистских мероприятий, поддерживает забастовки.
В 1995 активисты московской организации КРАС оказывали активную поддержку и техническую помощь бастующим учителям подмосковья, забастовщикам завода «Ростсельмаш» (Ростов-на-Дону), стачке рабочих Ясногорского машиностроительного завода, ходом которого руководило общее
собрание трудящихся (1999), забастовке иногородних строителей в Москве (1999) и др., пытаясь донести до них идеи анархо-синдикализма.
В Байкальске члены КРАС находились у истоков Межпрофессионального рабочего союза (организация была разгромлена под давлением властей).
Члены КРАС принимали активное участие в демонстрациях, пикетах и других протестных акциях, пропагандируя опыт и методы прямого действия. В частности, МПСТ активно участвовал в антивоенной кампании с позиций пролетарского интернационализма.

## МПСТ в 2006—2008 годах
В 2006 году развернулась строительная политика Правительства Москвы, ущемляющая права небогатых москвичей. В народе данное явление назвали «точечной застройкой», и в связи с ним развернулось одно из самых заметных в последнем десятилетии социальных движений в столице. Движение сопровождалось актами саботажа на стройках и административных объектах, блокадой транспортных магистралей и другими формами прямого действия. Активисты МПСТ, на протяжении всей этой кампании были в гуще событий, участвовали в массовых акциях протеста в Чертаново, Мневниках, и других районах Москвы. В ходе протестов члены МПСТ подвергались репрессиям со стороны милиции.

## «Раскол» в КРАС
В 2008 году из состава МПСТ, отчасти по причине личных трений, а отчасти из-за разногласий в этническом вопросе, вышли В. Граевский (Дамье, Вадим Валерьевич) и Д. Солнцев, заявивившие о создании в рамках КРАС собственного синдиката — Федерация работников образования и науки (ФРОНт). Согласно организационным принципам КРАС «Приём субъектов в КРАС осуществляется решением съезда, опроса или референдума после рассмотрения доклада кандидата о его синдикалистской деятельности. Приём в КРАС фиксируется документально» (Пункт 6.1.). Так как этот синдикат не был принят в
КРАС ни одним из этих путей, он не может считаться субъектом КРАС. Тем не менее, члены ФРОНт, в ответ на отказ в признании остальными членами КРАС, объявили об исключении нескольких членов МПСТ из КРАС, что, помимо того, что ФРОНт не является членом КРАС и не может исключать или принимать кого либо в него, противоречит пункту 7.2 организационных принципов КРАС: «Исключение из состава субъектов осуществляется на местах в соответствии с местными правилами и нормами». Так же ФРОНтом были приняты в свой состав люди, называющие себя национал — анархистами, что не помешало им обвинить в национал-анархизме МПСТ. Суть разногласий сводится к тому, что для части участников МПСТ этничность является важной частью их личной идентичности, в то время как В. Граевский занимает непримиримо-космополитичную позицию по данному вопросу, противопоставляя интернационализму МПСТ своё отрицание права личности на этническую культуру. В результате три члена (не составлявшие большинство) МПСТ объявили о роспуске МПСТ, что противоречит организационным принципам и практике принятий решений в КРАС, где все решения принимаются большинством. Несмотря на все эти нарушения и фальсификации, ФРОНт, и созданные на его базе секции, тем не менее считает настоящим КРАС
себя, и в настоящий момент названием «Конфедерация революционных анархо-синдикалистов» пользуются две организации.

## МПСТ в 2008—2009 годах
После затухания движения против точечной застройки, МПСТ участвовало в ряде других социальных конфликтов: в частности, в забастовке железнодорожников, конфликте на заводе «Рено» и ряде других. Отдельно стоит отметить участие членов МПСТ в частично успешном столкновении с УФСИН на Ясном проезде, где представители данного ведомства пытались осуществить рейдерский захват общежитий беженцев с целью изъятия их жилищной площади., а также участие МПСТ в кампании против строительства мусоросжигательных заводов в Москве, на данный момент завершившейся успехом. В ходе последней кампании анархисты инициировали ряд народных сходов и участвовали в перекрытии улиц Профсоюзная, Паустовского и Новоясеневский проспектов.

## В настоящее время
На данный момент в МПСТ состоит несколько групп и индивидуальных членов в ряде регионов.
В своей повседневной борьбе МПСТ делает основной упор на пропагандистскую деятельность и тактику прямого действия. Организация выпускает газету, распространяет листовки, иногда издает брошюры, активно участвует в подготовке и проведении анархистских мероприятий, поддерживает забастовки.
Большую активность члены МПСТ проявляют в Москве и Воронеже в участии в социальных конфликтах: участвуют в борьбе с точечной застройкой, против выселения людей из общежитий, в студенческой борьбе, в трудовых конфликтах и т. д.
В настоящий момент участники МПСТ-Москва борются за спасение Битцевского лесопарка от частичной вырубки под коммерческую застройку и метрополитен неглубокого залегания. Также члены группы, наряду с другими участниками анархо-коммунистического движения, активно участвуют в дискуссии и поиске эффективной тактики и стратегии анархизма в России и СНГ.

## Идейные основы МПСТ
В МПСТ не могут быть приняты лица, эксплуатирующие наёмный труд, члены политических партий. В организации отсутствуют любые вожди и оплачиваемые функционеры.
«МПСТ отвергает участие в выборах и органах власти и не участвует в борьбе за власть. Её „тройственная стратегия“ заключается в поддержке и поощрении социального сопротивления против Системы, в ходе которого может произойти самоорганизация трудового народа, перерастающая в систему всеобщего общественного самоуправления».
КРАС отказывается от участия в блоках и коалициях с любыми политическими партиями, однако готова взаимодействовать (и взаимодействует по мере возможности) с различными гражданскими, социальными, профессиональными, экологическими и другими подобными инициативами и объединениями, которые ставят задачу защиты социально-экономических и человеческих интересов трудящихся. Речь идёт о взаимодействии в непосредственных протестных выступлениях, цели которых не противоречат идейным установкам МПСТ.

## Издания МПСТ
Межпрофессиональный Союз Трудящихся издаёт газету «Чёрная Звезда» и теоретический журнал «Прямое Действие» (с 2008 года в электронном виде).
Поворот в сторону «левокоммунистических» идей в конце 1990-х годов способствовал в частности тому, что в 1999 году был издана книга левого коммуниста Карла-Хайнца Рота «Возвращение пролетариата» с приложением из нескольких
сопутствующих статей.

## Некоторые упоминания в СМИ и печати
В СМИ:
- Тарасов А. Н. Из новейшей истории полицейской провокации в России. Статья вторая: «Краснодарское дело»
- Не забудем! — шествие памяти Маркелова и Бабуровой 20.01.2009
- Войны «Детского Мира»
- Прямой ущерб — интервью с членом Межпрофессионального Союза Трудящихся для «Частного корреспондента» (недоступная ссылка)
- Прямое действие против начальников и профсоюзов, для ИКД
- Интервью члена МПСТ для «Лыжного Спорта» о борьбе за Бутовский лес
- МПСТ на альтернативном некоммерческом радио Streets United

В книгах:
- Бученков Д. Е. Анархисты в России в конце XX века. — М.: Книжный дом «ЛИБРОКОМ», 2009.
- Тарасов А. Н., Черкасов Г. Ю., Шавшукова Т. В. Левые в России: от умеренных до экстремистов. — М.: Институт экспериментальной социологии, 1997 г. ISBN 5-87637-006-1
- Тарасов А. Н. Революция не всерьез. Штудии по теории и истории квазиреволюционных движений. — М.: Ультра. Культура, 2005 г. ISBN 5-9681-0067-2